# Simon Gauzy
Simon Gauzy (Tolosa, 25 ottobre 1994) è un tennistavolista francese.

## Palmarès
- Giochi olimpici

Parigi 2024: bronzo nella gara a squadre.
- Europei

Ekaterinburg 2015: bronzo nella gara a squadre.
Budapest 2016: argento nel singolo.
- Giochi europei

Baku 2015: argento nella gara a squadre.